# Rafflesia baletei
Rafflesia baletei là một loài thực vật có hoa trong họ Rafflesiaceae. Loài này được Barcelona & Cajano mô tả khoa học đầu tiên năm 2006.